# Niels Nielsen
Niels Marius Nielsen (Oslo, 5 de outubro de 1883 — Bærum, 9 de fevereiro de 1961) foi um velejador norueguês, medalhista olímpico. Ele competiu nos Jogos Olímpicos de Verão de 1920 na classe 7 Metre e conquistou a medalha de prata na disputa a bordo do Fornebo com Johan Faye, Christian Dick e Sten Abel.